# سقوط چاقالوی بی‌وفا
سقوط چاقالوی بی‌وفا (انگلیسی: Fickle Fatty's Fall) یک فیلم کوتاه کمدی به کارگردانی و بازیگری راسکو آرباکل است که در سال ۱۹۱۵ منتشر شد.

## گزیدهٔ بازیگران
- فیلیس آلن
- راسکو آرباکل
- گلن کاوندر
- آلیس دَوِنپورت
- بابی دان
- مینتا دارفی
- ادگار کندی
- اَل سنت جان
- بابی ورنون